# Frédéric Marie Blessing
Frédéric Marie Blessing OSC (* 7. Dezember 1886 in Amsterdam, Niederlande; † 17. August 1962) war ein niederländischer Ordensgeistlicher und römisch-katholischer Apostolischer Vikar von Bondo.

## Leben
Frédéric Marie Blessing trat der Ordensgemeinschaft des Ordens vom Heiligen Kreuz bei und empfing am 2. Juni 1917 das Sakrament der Priesterweihe. Am 9. Januar 1930 bestellte ihn Papst Pius XI. zum ersten Apostolischen Präfekten von Bondo.
Am 2. Dezember 1937 wurde Frédéric Marie Blessing infolge der Erhebung der Apostolischen Präfektur Bondo zum Apostolischen Vikariat erster Apostolischer Vikar von Bondo und Pius XI. ernannte ihn zum Titularbischof von Thois. Der Apostolische Delegat in Belgisch Kongo, Erzbischof Giovanni Battista Dellepiane, spendete ihm am 19. März 1938 die Bischofsweihe; Mitkonsekratoren waren der Apostolische Vikar von Niangara, Robert Constant Lagae OP, und der Apostolische Vikar von Buta, Charles Alphonse Armand Vanuytven OPraem.
Frédéric Marie Blessing trat im Oktober 1954 als Apostolischer Vikar von Bondo zurück.